# Kalendarium Białobrzegów
Białobrzegi – 8 km na NE od Solca nad Wisłą, ok. 60 km na NE od klasztoru świętokrzyskiego, 5 km na NW od wsi klasztornej Braciejowice znanej już w XIII w.
Nazwa własne miejscowości w dokumentach źródłowych
Rok 1428 „Byalebrzegy”, 1465 „Bialobrzegi”, 1508, 1517, 1519 „Byalobrzegy”, 1510 „Bialebrzegy”, 1526 „Bialobrzegi”, 1529 „Byalebrzegi”, 1530 „Bialobrzeg”, 1531 „Byalebrzegij”, 1538 „Bialebrzegi”, 1540 „Bÿalobrzegi”, 1563 „ Biallobrzegÿ”, 1569 „Białobrzegi”, 1787 „Białobrzegi”.
Obecnie brzmiąca nazwa wsi przyjęła się ostatecznie od drugiej połowy XVI wieku.

## Podległość administracyjna świecka i kościelna
- 1508 był to powiat radomski[2],
- 1827 powiat solecki,
- 1510 parafia Solec[3],

Od 1526 parafia Chotcza.

## Granice, topografia

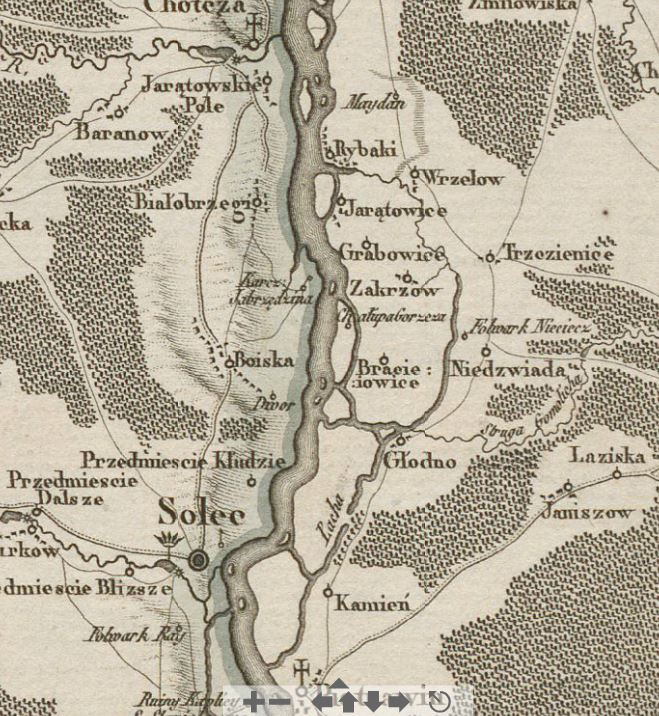
Otoczenie Białobrzegów na mapie Pethersa z XVIII w

- 1470-80 graniczy z Boiskami (Długosz L.B.t.III s.241),
- 1517 i 1519 graniczy z Solcem i Boiskami i Goszczą,
- 1592 graniczy z Solcem, Boiskami i Jarnołtowicami i Boiskami,
- 1660 graniczy z Baranowem i Jarnołtowicami[5],
- 1789 graniczy z Baranowem, Jarnołtowicami i Wolą Solecką[6].

## Kalendarium własności
Wieś była własnością szlachecką.
- 1428 właścicielem był Jaśko z Białobrzeg[7],
- 1465 dziedzicem był Mikołaj[8],
- 1508 Bogdan i Włodek z Krępy płacą ze źrebów w Białobrzegach, Krepie i Lipie (Paw. 472),
- 1526 odnotowano pobór z 1 łana[4],
- 1530-1, 1538, 1540, 1563 pobór z 2,5 łana[9],
- 1569 dziedzicem był Krzysztof Łyczko podstarości Solca płaci pobór z 2,5 łana i od 2 zagr.[10],
- 1576 starościna solecka daje pobór z 2/3 łana i od 2 zagrodników z rolą[11],
- 1577 Michał Chościcki i Mikołaj Radziwiłł dają pobór z 2,5 łana i od 2 zagr. z rolą,
- 1592 dziedzicem był Jan Zieliński (AG 6343),
- 1641, 1652 1662 płacono pogłówne od 53 mieszkańców[12],
- 1787 wieś liczy 156 mieszkańców, w tym 7 Żydów[13],
- 1789 własność W. Zapolskiego daje 1835,11 zł dochodu[14],
- 1827 Białobrzegi posiadały 22 domy i 158 mieszkańców.

## Powinności dziesięcinie
- Dziesięcina należy do klasztoru świętokrzyskiego i plebana z Chotczy.
- 1465 z ról 2 dziedzica i roli zwanej Czuch dziesięcina należy do plebana z Chotczy[15],
- 1529 dziesięcina snopowa wartości 0,5 grzywny należy do stołu konwentu świętokrzyskiego (LR 351),
- 1595 dziesięcina snopowa niegdyś pleb. Chotczy (Acta Visitationis capituli cracoviensis, rps w AMetr. III 81v),
- 1602 jak w 1465 r., 1641 dziedzic Jakub Zieliński obiecuje nie przeszkadzać kl. święt. w pobieraniu dziesięciny snopowej z Białobrzegów[16],
- 1652 Paweł Zieliński płaci konwentowi świętokrzyskiemu za dziesięcinę z Białobrzegów 20 zł rocznie (AG nab. 936 1, 2),
- 1660 kl. ma zostać wynagrodzony za zatrzymanie należnych mu dziesięcin snopowych z Białobrzegów[16],
- 1721 dziesięcina od kmieci niegdyś należała do plebana Chotczy, obecnie pobiera ją klasztor świętokrzyski, który dysponuje dokumentami potwierdzającymi jego roszczenia (AV XX 756),
- 1740 Teofil z Wędyk zobowiązuje się odsyłać corocznie konwentowi świętokrzyskiemu za dziesięcinę z Białobrzegów po 28 zł do Boisk[16],
- 1819 za dziesięcinę kmiecie płacą konwentowi świętokrzyskiemu 100 zł rocznie[17]